# リル・ローデッド
ダショーン・モーリス・ロバートソン（Dashawn Maurice Robertson、2000年8月1日 - 2021年5月31日）は、プロとしてはリル・ローデッド（Lil Loaded）として知られる、テキサス州ダラス出身のアメリカ合衆国のラッパーである。2019年半ばに自身の楽曲「6locc 6a6y」がバイラル化したことで名声を博した。

## 生い立ち
ダショーン・モーリス・ロバートソンことリル・ローデッド
はカリフォルニア州サンバーナーディーノで生まれ、テキサス州ダラスで育った。ダラスでの成長について尋ねられた際、彼は「街の至る所で、色々なものを見る。ダラスでは少し早く大人になるんじゃないかな」と語った。彼は5人の兄弟（兄1人、姉2人、妹1人、弟1人）と共に育ち、父親が刑務所にいる間はシングルマザーの母親に育てられた。2015年、ロバートソンが15歳の時、当時23歳だった兄が殺害された。

## キャリア
ローデッドは2018年後半にラップを始めた。彼の最初の曲は「B.O.S.」で、YNW・メリーの曲「Butter Pecan」をサンプリングしたものだった。彼が2019年にYouTuberのトミー・クレイズ（が、再生回数0回のYouTubeミュージックビデオを視聴するリアクション動画で彼の曲「6locc 6a6y」を取り上げたことで、一躍有名になった。「6locc 6a6y」は2021年5月にゴールド認定され、その時点でのYouTubeでの再生回数は2800万回を超えていた。ロバートソンはその後「Gang Unit」をリリースし、2022年5月までにYouTubeで5900万回以上の再生回数を記録した。 彼はまた、2020年3月20日にシカゴのドリルラッパーであるキング・ヴォンとのシングル「Avatar」をリリースした。
ロバートソンは後にエピック・レコードと契約した。2019年にはミックステープ『6locc 6a6y』をリリースし、2020年には『A Demon in 6lue』と『Criptape』をリリースした。
2022年5月31日、ロバートソンの死から1周忌にあたり、彼のチームは死後初となる楽曲「Cell Tales」をリリースした。

## 法的な問題
2020年10月25日、ローデッドはミュージックビデオの撮影中に、友人で18歳のカリル・ウォーカーに向けて銃を誤射し殺害したとされる。ロバートソンは逮捕状が出された後、2020年11月9日に警察に出頭した。2021年2月、彼はこの事件に関連してより軽い過失致死罪で起訴された。ロバートソンは一貫して、この事件は事故であったと主張していた。

## 死
ロバートソンは2021年5月31日、テキサス州シーダーヒルの自宅で、頭部を銃で撃ったことによる自殺とみられる死因で死亡した。享年20歳だった。彼の母親によって遺体が発見され、彼女が警察に通報した。警察が到着したとき、母親は家の外で泣いており、ロバートソンが家の中で銃創を負っていると伝えた。彼女は、彼が前夜にガールフレンドと破局したことで動揺していたと主張した。

## ディスコグラフィ

### スタジオ・アルバム
- 6locc 6a6y（2019年）
- A Demon In 6lue（2020年）
- CRIPTAPE（2020年）